# マリア・シュレーゲル
マリア・プリシラ・シュレーゲル・モセグ（María Priscilla Schlegel Mosegui、1993年8月29日 - ）は、スペインの女子バレーボール選手。ポジションはアウトサイドヒッター。スペイン代表。

## 来歴

### クラブチーム
バリャドリッド出身。18歳まではバレーボールと陸上競技を両立させてプレーしていた。2014年、CV Alcobendasへ入団。2015年、CVアーロへ移籍し、スペイン国内リーグでは2015/16シーズンで3位となった。2017/18シーズンはイタリアセリエA2のCUS Torinoで、2018/19シーズンはセリエA2のMondovì Volleyでプレーした。2019年CV Harisへの移籍が発表され、1年間プレーした。2020/21シーズンはチェコのVK UP Olomoucでプレーし、エクストラリーグで3位となり、ベストアウトサイドヒッター賞を受賞した。2021年6月、ドイツのUSC Münsterへの移籍が発表され、2年間主力選手として活躍した。2023/24シーズンはアメリカのプロ・バレーボール・フェデレーションのコロンバス・フューリーでプレーした。2024年9月、ルーマニアのCSM Târgovișteと契約した。

### 代表チーム
2016年、シニア代表に初選出され、同年のヨーロッパリーグでデビューした。2017年のヨーロッパリーグでは銅メダルを獲得した。2023年、6年ぶりに代表復帰し、同年の欧州選手権に出場した。

## 球歴
- 欧州選手権 - 2023年

## 受賞歴
- 2021年 - 2020/21チェコエクストラリーグ ベストアウトサイドヒッター賞

## 所属クラブ
- CV Alcobendas（2014-2015年）
- CVアーロ（2015-2017年）
- CUS Torino（2017-2018年）
- Mondovì Volley（2018-2019年）
- CV Haris（2019-2020年）
- VK UP Olomouc（2020-2021年）
- USC Münster（2021-2023年）
- アスリーツ・アンリミテッド（2023年）
- コロンバス・フューリー（英語版）（2024年）
- CSM Târgoviște（2024年-）